# Anne-Marie Waldeck

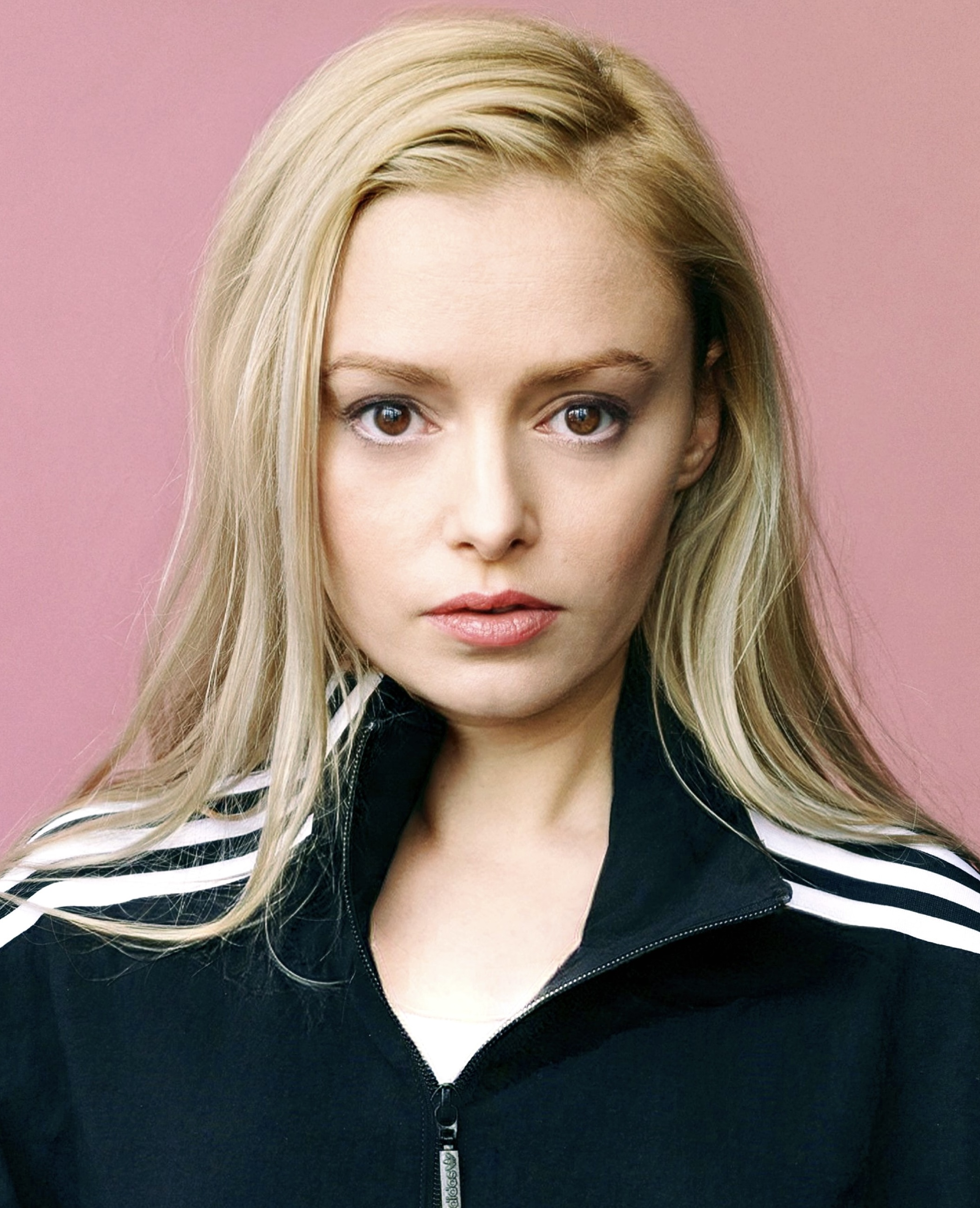
Anne-Marie Waldeck (2024)

Anne-Marie Waldeck (geboren 1994 in Timișoara, Rumänien) ist eine deutsche Theater- und Filmschauspielerin.

## Leben
Erste Bühnenerfahrungen sammelte Anne-Marie Waldeck als Tänzerin. Ab dem Alter von 6 Jahren nahm sie professionellen Tanzunterricht in Ballett, es folgten Jazz und Hip-Hop. Sie gewann mehrere Wettbewerbe und war u. a. als Zuckerfee im Nussknacker oder Gerda in „Die Schneekönigin“ am Landestheater Tübingen zu sehen. 2004 vertrat sie Deutschland beim International Children’s Festival of Performing Arts in Neu-Delhi. Die in Temeswar geborene Schauspielerin mit Deutsch-Ungarischen Eltern, welche als Kleinkind nach Deutschland kam, zeigte mit jungen Jahren auch viel musikalisches Talent. Sie spielt Geige, Klavier und nahm Gesangsunterricht, den sie später mit einem Master-Abschluss am Konservatorium fortsetzen würde.
Nach dem Abitur in Tübingen absolvierte Anne-Marie Waldeck ihr Studium Darstellende Kunst (in Deutsch) an der Musikhochschule der West-Universität Temeswar, ergänzend folgten 2012 Lehrgänge an der London Academy of Music and Dramatic Art und 2014 am William Esper Studio in New York City in der Klasse von William Esper und Terry Knickerbocker.  2022 verbrachte sie den Winter in West Hollywood und nahm intensive acting-classes bei Margie Haber und dem Ivana Chubbuck Studio. Bis 2017 war Waldeck festes Ensemblemitglied des Deutschen Staatstheaters Temeswar, dort u. a. zu sehen als Mascha in Die Möwe, Lavinia in Titus Andronicus, Eva in Jugend ohne Gott, Fette Männer im Rock, Cabaret, als Venus oder Brigitte Bardot. Von 2018 bis 2019 spielte Anne-Marie Waldeck außerdem in dem Stück Menschen im Hotel (Regie: Joanna-Maria Praml) an der Vagantenbühne Berlin.
Ihr Fernsehdebüt hatte sie im Münchner Jubiläums-Tatort: Mia san jetz da wo’s weh tut. 2019 folgte die durchgehende weibliche Hauptrolle in der Primetime und Streaming-Serie Falkenberg – Mord im Internat?. Sie spielt die rebellische und gleichzeitig zerbrechliche „Jessica von Thiessen“, Teil der coolen Schüler-Clique des Eliteinternats Schloss Falkenberg. Diese wird von dem Geheimbund Exlex überschattet, der sie zwingt, den mysteriösen Todesgrund ihres Exfreuendes zu wahren. Zu Beginn der Serie kommt Jessica aus der Entzugsklinik zurück und sorgt für Chaos, wodurch immer mehr dunkle Geheimnisse aufgedeckt werden. Die Produktion erinnert an die US-Erfolgsserien „Tote Mädchen lügen nicht“ und „Gossip Girl“.
Im selben Jahr startete die Pantaleon- und Warnerbros Kinoproduktion Abikalypse. 2020 war sie als Hauptrolle in Zimmer mit Stall - Feuer unterm Dach (Regie: Ralf Huettner) und der Komödie Viele Kühe und ein schwarzes Schaf im Ersten zu sehen. Sie verkörperte die Anführerin einer Hausbesetzergruppe als Episodenhauptrolle der Folge Klassenkampf in der ZDF-Erfolgsserie Letzte Spur Berlin und 2021 Königin Guinevere in Das Rätsel um König Artus auf Arte. Im April 2022 folgte das Fernsehdrama Ostfriesensühne an der Seite von Julia Jentsch.
Im September startete die ZDF-Miniserie Weckschreck in der Regie von Leah Striker mit Anne-Marie Waldeck als Androidin Eva u. a. neben Bastian Reiber und Pheline Roggan.
Als Eva Krieger ist sie an der Seite von Benno Fürmann (Adam Krieger) in der Komödie Die Känguru-Verschwörung (Regie: Marc-Uwe Kling) auf der Kinoleinwand zu sehen.
Im Dezember ist Anne-Marie Waldeck in einer Hauptrolle in Staffel drei der internationalen historischen BBC High-End Produktion Vienna Blood zu sehen. Sie spielt den gefeierten Filmstar Ida Rego. Regie führt der Oscar-nominierte und Emmy-prämierte Regisseur Robert Dornhelm.
Sie wuchs dreisprachig auf und spricht Deutsch, Englisch, Ungarisch, Rumänisch und Französisch.
Anne-Marie Waldeck lebt in Berlin.

## Filmografie
- 2009: reBirth (Kurzfilm)
- 2009: Granita (Kurzfilm)
- 2009: O2 (Kurzfilm)
- 2014: Fischweiber (Kurzfilm)
- 2015: SDP – Ich will nur dass du weißt (Musikvideo)
- 2016: Tatort: Mia san jetz da wo’s weh tut (Fernsehreihe) Regie: Max Färberböck
- 2019: Abikalypse (Kinofilm) Regie: Adolfo J. Kolmerer
- 2019: Falkenberg – Mord im Internat? (Fernsehserie, 6 Folgen)
- 2019: SOKO Stuttgart (Fernsehserie, Folge: Der letzte Tanz) Regie: Claudia Jüptner
- 2020: Viele Kühe und ein schwarzes Schaf (Fernsehfilm) Regie: Matthias Steurer
- 2020: Zimmer mit Stall – Feuer unterm Dach (Fernsehfilm) Regie: Ralf Huettner
- 2020: Letzte Spur Berlin (Fernsehserie, Folge: Klassenkampf) Regie: Peter Ladkani
- 2021: Stand Up! Was bleibt, wenn alles weg ist (Kinofilm) Regie:Timo Jacobs
- 2021: In aller Freundschaft – Die jungen Ärzte (Fernsehserie, Folge: Gegenspieler) Regie: Micaela Zschieschow
- 2022: Blutige Anfänger (Fernsehserie, Folge: Samenraub) Regie: Gero Weinreuter
- 2022: Ostfrieslandkrimis (Fernsehreihe, Folge: Ostfriesensühne), Regie: Sebastian Ko
- 2022: Die Känguru-Verschwörung (Kinofilm) Regie: Marc-Uwe Kling
- 2022: Vienna Blood – Der Tod und das Mädchen (Fernsehreihe)
- 2022: Weckschreck (Fernsehserie, 2 Folgen)
- 2024: SOKO Köln (Fernsehserie, Folge: Eiskalt)
- 2025: SOKO Stuttgart (Fernsehserie, Folge: Blitzlichtgewitter)

## Hörspiel
- 2010: Minidramen – Rolle: Chaperon Rouge

## Theater
- 2018: Menschen im Hotel, Vaganten Bühne Berlin

Am Deutschen Staatstheater Temeswar
- 2009: Schneewittchen
- 2009: Der Zauberer von Oz
- 2009: The Sound of Music
- 2010–2012: Fette Männer im Rock
- 2012: derdiedans
- 2012: Niederungen
- 2012: Hänsel und Gretel
- 2012: Musik für Jung und Alt
- 2013: Das Mädchen mit den Schwefelhölzern
- 2013–2017: Die Möwe
- 2013–2017: Jugend ohne Gott
- 2013–2017: Titus Andronicus
- 2014–2017: Moliendo Cafe
- 2014–2017:Cabaret
- 2015: Die Fuchsiade
- 2015: Bremen
- 2016: Frühlingserwachen
- 2016: Eigentlich schön
- 2017: Das Dschungelbuch